# Folketingsvalget 1929
Folketingsvalget den 24. april 1929. Socialdemokratiet når op over 40% af stemmerne.
| Partier                      | Partiformand            | Stemmer                                  | Pct. af stemmetal                        | Mandater                                 | +/-                                      |                                          |
| ---------------------------- | ----------------------- | ---------------------------------------- | ---------------------------------------- | ---------------------------------------- | ---------------------------------------- | ---------------------------------------- |
| Socialdemokratiet            | Thorvald Stauning       | 593.191                                  | 41,71%                                   | 61                                       | +8                                       |                                          |
| Venstre                      | Thomas Madsen-Mygdal    | 402.121                                  | 28,31%                                   | 43                                       | -3                                       |                                          |
| Det Konservative Folkeparti  | Charles Tvede           | 233.935                                  | 16,47%                                   | 24                                       | -6                                       |                                          |
| Det Radikale Venstre         | Peter Munch             | 151.746                                  | 10,68%                                   | 16                                       | -                                        |                                          |
| Retsforbundet                | Axel Dam                | 25.810                                   | 1,82%                                    | 3                                        | +1                                       |                                          |
| Slesvigsk Parti              | Johannes Schmidt-Wodder | 9.787                                    | 0,69%                                    | 1                                        | -                                        |                                          |
| Danmarks Kommunistiske Parti | Thøger Thøgersen        | 3.656                                    | 0,26%                                    | 0                                        | -                                        |                                          |
| Valgdeltagelse               | Valgdeltagelse          | 79,52%                                   | 79,52%                                   | 79,52%                                   | 79,52%                                   | 79,52%                                   |
| Kilde                        | Kilde                   | Hvem Hvad Hvor 1936 Danmarkshistorien.dk | Hvem Hvad Hvor 1936 Danmarkshistorien.dk | Hvem Hvad Hvor 1936 Danmarkshistorien.dk | Hvem Hvad Hvor 1936 Danmarkshistorien.dk | Hvem Hvad Hvor 1936 Danmarkshistorien.dk |

(+/-) – Forskellen af antal pladser i Folketinget i forhold til fordelingen ved forrige valg.